# テオドロス (無神論者)
無神論者のテオドロス（古希: Θεόδωρος ὁ ἄθεος 英: Theodorus the Atheist 紀元前340年ごろ - 紀元前250年ごろ）は、古代ギリシア・ヘレニズム期のキュレネ派の哲学者。無神論を説いたことから「神なき者」（ἄθεος アテオス）とあだ名され、また揶揄的に「神」（θεός テオス）とも呼ばれた。

## 人物
ディオゲネス・ラエルティオス『ギリシア哲学者列伝』第2巻で、キュレネ派の祖アリスティッポスの学統に連なる人物として説明される。
キュレネ出身だが、何らかの理由で追放されアテナイに移った。アテナイでは、その冒涜的学説ゆえにアレオパゴス会議に出廷を命じられるも、アテナイの統治者ファレロンのデメトリオスに寸前で救出された。その後帰郷し、キュレネの統治者マガスの庇護下で余生を過ごした。別の説では、アテナイで有罪となり毒杯を仰いで死んだともいう。
師にキュレネ派の小アリスティッポス、アンニケリス、メガラ派のディオニュシオスがいた。友人にメガラ派のスティルポン、キュニコス派のメトロクレスがいた。教え子にキュニコス派のビオンがいた。
逸話として、アテナイから出た後プトレマイオス1世の使節としてリュシマコスに謁見した際、脅迫的な態度をとられても平然としていた、キュレネから追放されたときも平然としていた、などの逸話が伝わる。キュニコス派のクラテスの妻ヒッパルキアにやりこめられた、という逸話も伝わる。「神」というあだ名はスティルポンとの会話に由来する。

## 学説
著作は現存せず、学説が断片的に伝わる。
キュレネ派的な快楽主義に加え、無神論、反道徳主義、コスモポリタニズムを主に説いた。すなわち、神々についての言説を空虚なたわごととし、窃盗や涜神を肯定し、ポリスではなく宇宙こそが唯一の祖国だとした。その他、友情の否定や恋愛の肯定を説いた。ラクタンティウスによれば、悪の起源を問う弁神論も扱っていた。
著作に『神々について』（Περὶ θεῶν）があり、エピクロスにも影響を与えた秀作だった、とディオゲネス・ラエルティオスは伝える。『スーダ』によれば、この他にも複数の著作があった。

## 後世の言及
キケロ、セネカ、プルタルコス、セクストス・エンペイリコス、ウァレリウス・マクシムス、アレクサンドリアのフィロン、ラクタンティウス、テオドレトス、エウセビオス、ジャン・メリエらが言及している。基本的には、同じく無神論者のエウヘメロス、ディアゴラス、プロディコス、プロタゴラス、クリティアス、エピクロスらと並称するか、または上記のリュシマコスとの逸話を引く形で言及している。
アレクサンドリアのクレメンスは、キリスト教徒の立場から、偽りの神を崇める異教徒に比べれば無神論者の方がマシだとして、テオドロスを逆説的に評価した。